# ドラゴンクエストVR
『ドラゴンクエストVR』は、バンダイナムコアミューズメントが開発、堀井雄二をはじめとした本家ドラゴンクエストのスタッフが監修を行ったフィールドVRアクティビティである。本作は、VR ZONE SHINJUKUにて2018年4月27日にオープンし、営業終了の2019年3月31日まで稼働された。2018年9月13日に開業したVR ZONE OSAKAでは営業終了の2020年10月25日まで稼働、2019年7月12日に開業したMAZARIAでも営業終了の2020年8月31日まで稼働された。一度の体験料金は3200円で、施設入場料が別途必要。体験時間は約15分。

## システム
プレイヤーが4人1組の冒険者として、20m×12mの広さのアリーナを歩き回り、最後に大魔王ゾーマを倒す内容である。プレイヤーはゴーグル型ディスプレイのHTC Viveを装着し背中にバックパック型コンピュータを背負いながら体験する。プレイヤーは、これらの機材と職業ごとの専用デバイスに加え、マイクとヘッドホンを装着する。これらのデバイスは他のプレイヤーとのコミュニケーションに使う。
プレイヤーは事前に予約した後、ブリーフィングエリアでルール説明や注意事項の説明を受け、エントリーシートに1組分の名前・身長・性別・言語・利き手を記入する。エントリーシートの内容はそのままゲームに反映され、エントリーシートに記載した身長によっては敵の攻撃が当たらない場合もある。一方で、あえて実際とは異なる性別を設定してもゲームの進行に差し支えはない。その後、専用のエリアで機材を装備し、「草原」「山麓」「ゾーマ城」から構成される3つのエリアを回ってゲームを進めていく。
ダメージを一発受けると、自プレイヤー側の画面が白黒になり、もう一発受けると行動不能となる。行動不能となったプレイヤーは、仲間のプレイヤー側の画面で光の柱として表示される。
エンディングは、パーティーメンバーの構成や役割で変化するほか、ゲームをクリアできなかった場合のエンディングも用意されている。

### 職業
プレイヤーは3種類の職業から選択することができる。
戦士
パーティーの仲間を守る役割と、直接攻撃を行うアタッカーとしての役割を持つ。利き手に剣を、反対の手に盾を装備する。パーティー内には2人参加できる。
剣を振ることで、敵に攻撃を行う。
盾を構えることで敵の攻撃を防ぐことができる。
魔法使い
攻撃呪文と、味方の攻撃力を上昇させる補助呪文を使う。利き手に杖を、反対の手にバンドを装備する。
バンドを装備した手を掲げると、目の前に3つの魔法陣が現れ、そのうち1つを魔法陣を杖で選んだ後に、杖を振り上げてから降ろすと呪文が発動する。
呪文をは左から氷の攻撃呪文「ヒャド」、炎の攻撃呪文「メラ」、対象の攻撃力が一定時間倍になる「バイキルト」となっている。
戦士がバイキルトをかけられると、その剣が大きくなり、当たり判定が大きくなる。
杖を振り上げる時間が長いと呪文が強化されヒャドはマヒャドに、メラはメラゾーマという上位呪文になる。
僧侶
味方の回復と蘇生、そして呪文攻撃を行う。利き手に杖を、反対の手にバンドを装備する。
呪文の唱え方は魔法使いと同じだが、選択できる呪文は左から蘇生呪文「ザオリク」、回復呪文「ホイミ」、竜巻の攻撃呪文「バギ」の3種類である。
ターゲッティングは視線で行うが、自分にホイミをかけて回復する場合は杖先端の光をもう片方の手で触れる（以前の回復方法「上を向いて杖を振り下ろす」から変更）。その一方で、僧侶が死亡している時はザオリクが使えないため、僧侶の死は回復役の喪失を意味する。
魔法使いと同じくバギ使用時に杖を振り上げている時間が長いと上位呪文のバギクロスになる。

## 製作

### 企画
『ドラゴンクエスト』シリーズのチーフプロデューサーである市村龍太郎はVR技術に強い関心を抱いており、ZERO LATENCY VRをはじめとする世界中のVRを見て回っていた。市村の元にはこれまでもVR版『ドラゴンクエスト』の企画が多数寄せられており、いずれも魔法使いに主眼が置かれていた。
バンダイナムコの「Projects iCan」研究所の所長である小山順一朗は、アーケードゲーム業界の復興に向け、カップルをターゲットにしたゲームの開発を考え、彼らを引きつけるためには、知的財産を生かす必要があると考えていた。小山は、市村がナムコの横浜未来研究所にて『剣神ドラゴンクエスト 甦りし伝説の剣』の構想を語ったことがきっかけで、バンダイナムコアミューズメント取締役の堀内美康と親しくなったことを知っており、部下の濱野孝正を通じて市村にVR版『ドラゴンクエスト』の企画書を提出した。
市村は小山らに対して「モンスターを剣で斬る感じを出す」という条件を提示し、小山はその条件を二つ返事でのみ、バンダイナムコのメカトロチームに号令をかけた。

### 開発
開発は2016年の秋から開始された。企画はバンダイナムコが提案し、同様にドラクエのVRゲームを作りたいと考えていたスクウェア・エニックス（スクエニ）がそれに協力する形でプロジェクトが進行した。堀井雄二と市村龍太郎らがシナリオを書き、スクエニはストーリーや世界設定や演出を監修し、VR体験の開発はそれまで20以上のVRアクティビティを開発してきたバンダイナムコの「Project i can」の小山と田宮幸春が行うという協力体制で進められた。本作の開発は、これまでに蓄積されたアイデアを実験していくことから始まった。挑戦のしがいがある方が何度も遊びたいという気持ちにつながることから、他のVR ZONEのゲーム同様、本作のゲームバランスも「クリアできないことも大いにあり得る」という前提で作られた。
本作は『ドラゴンクエストIII そして伝説へ…』をモチーフとしており、4人でのコミュニケーションが生まれることを狙い、前衛の戦士、呪文攻撃と補助の魔法使い、回復の僧侶、と職業によってできることとできないことを分けた。カップルは偶数の人数で来ることが多いことから、パーティーの人数は4人に設定されたほか、後衛の魔法使いと僧侶を前衛の戦士二人が盾で守るという構成へと発展した。また、ステージを分けて移動してもらうことで、同時に3組のパーティーが体験できるように工夫されている。濱野は『ドラクエIII』を選んだ理由について、カップルが『ドラゴンクエスト』と聞いてゾーマを連想しやすいことをファミ通とのインタビューの中で挙げている。登場するモンスターはスライム、キメラ、さまようよろいなど『ドラクエIII』に登場するものだけでなく、ドラキー、ゴーレムといったシリーズの常連モンスターから近距離攻撃するもの、遠距離攻撃するものなどバランスを考えて選出された。敵の中に運営スタッフを紛れ込ませるという案も出たが、安全上の観点から却下された。開発チームは、20分という短いプレイ時間の中で物語を詰め込むことにも苦労し、市村に相談した。最終的には、「王様から依頼を受け、魔王を討伐。その後、王様に報告する」という『ドラゴンクエスト』らしいストーリー展開が実装された。浜野はCEDEC+KYUSYU 2018の講演の中で、このストーリーの流れによって没入感を高められたと振り返っている。
VRゲームにおいて、チュートリアルをゲーム内に組み込むと没入感が激減してしまうことから、『ドラゴンクエスト』シリーズの知名度の高さも本作の開発の手助けになった。また、同様の理由で、ホイミスライムのホミリー（声 - Lynn）というナビゲーターが作られた。
バンダイナムコアミューズメントの浜野孝正が「『体験』という要素を『ドラゴンクエスト』の世界に落とし込む際、何から再現すればよいのか」と市村と堀井に相談したところ、ルーラで空を飛んでみたいという提案を受け、ビル4階の高さまで飛ぶルーラの演出が取り入れられた。身体を動かすことなく映像だけで飛ぶ体験がVR酔いにつながるおそれがあることから、稼働開始直前まで導入されずにいたが、市村と堀井の熱望により、演出を変更した上で実装された。
当初、開発チームはリアルな剣戟VRをめざし、手首のスナップに頼ることなく思い切り剣を振るって斬撃を繰り出すデバイスの開発を思いつき、剣で斬った時の反動などを考慮した上で、試作品を作成した。完成した試作品は切れ味の再現には成功した一方、重量は3kgに達していた。3kgのデバイスを20分を降り続けるのは難しい上、他のプレイヤーに当たってけがをさせるおそれもあったため、軽量化することとなった。最初の試作品の3分の2程度の重さまで減量することには成功したが、試遊に参加した堀井から「重い」という指摘が上がった。さらなる軽量化が進められた結果、剣のシルエットからは遠ざかったものの、最初の試作品の3分の1以下の重量にまで抑えることに成功した。最初、剣で敵を攻撃したときの演出は、アクションゲームのように、攻撃が当たって正面に敵が飛んでいくというものだった。だが、この演出は主観で見ると違和感があることから、バットでボールを打ったときのように、プレイヤーが剣を振った方向に合わせて敵が飛ぶ演出に変更された。また、戦士役のプレイヤーが持つ剣のデバイスに動くおもりを入れ、敵によって異なる感触を得られる仕掛けが施された。
僧侶と魔法使いの動作は、画面内に表示された魔法陣を選択し、溜めて放つというものが用いられた。呪文を声に出して唱えるという方式が考えられていたが、それよりもさらにアクション性の高い動作にしようという方針がとられた。まず、実際にルーンを描くという案が出されたが、呪文ごとに定められたルーンを覚えにくいという課題が判明し、却下された。次に、一つの魔法陣に複数の呪文を表示させる方式が考えられたが、場所によっては指しにくいケースも出てくることから、これも却下された。また、手をかざし続けるなど、1アクションを取り入れた呪文の強化方法も考えられたが、呪文を出す動作と紛らわしいことから見送られた。最終的には呪文ごとの魔法陣を画面に表示させ、それを選択する方式が採用された。さらに、VRにいる人間は2つのことまでしか同時に考えて動くことが出来ないことに加え、プレイヤーに『ドラゴンクエスト』の世界にいる感覚を味わってもらうために、HPやMPの概念も排除された。堀井は完成した呪文のシステムについて、「呪文が気持ちよかった」とCEDEC KYUSHU 2018にて振り返っている。

## 反響
本作は、発表以来大きな反響があり、2018年4月26日の時点で5月中の予約がほぼ埋まってしまうほどの人気となった。
開発チームは男性が多く来るだろうと想定していたが、本作の利用者の多くは女性だけのグループであり、多いときは、男性の来場者数と同率になることもあった。また、大型連休中は家族での利用も多かった。

### 評価
Business JournalのA4studioは、「実際の体験時間は15分ほどだったが、没入感が高く、それ以上の時間を感じられたうえ、かなり満足した」と好意的な評価を寄せた。電ファミニコゲーマーのしば三角は、「勇者役に没入させる点において、実際に身体を動かす体感型VRほど適したものはないだろう」と評価している。
IGNのEsra Krabbeは本作のストーリーが一本道であることや、何度でも遊びたくなるような奥深さがないことを認めつつも、たまに遊ぶアトラクションとしては優れているとし、バンダイナムコはゲームセンターにしかない魅力を再び作ることに成功したと述べている。
4Gamer.netの稲元徹也は勇者たちの意外な苦労がわかる作品だとし、「戦闘については事前に『ドラゴンクエストソード 仮面の女王と鏡の塔』のような感覚を予想していたのだが，それは裏切られた。ただ攻撃をすればいいというものではなく，防御手段を持たない後衛のために盾を使って攻撃を防ぐといった役割もあり，より戦略性の高い攻防を味わえるという印象だ。」と評価した。